# Liste der Delegierten des US-Repräsentantenhauses von den Amerikanischen Jungferninseln

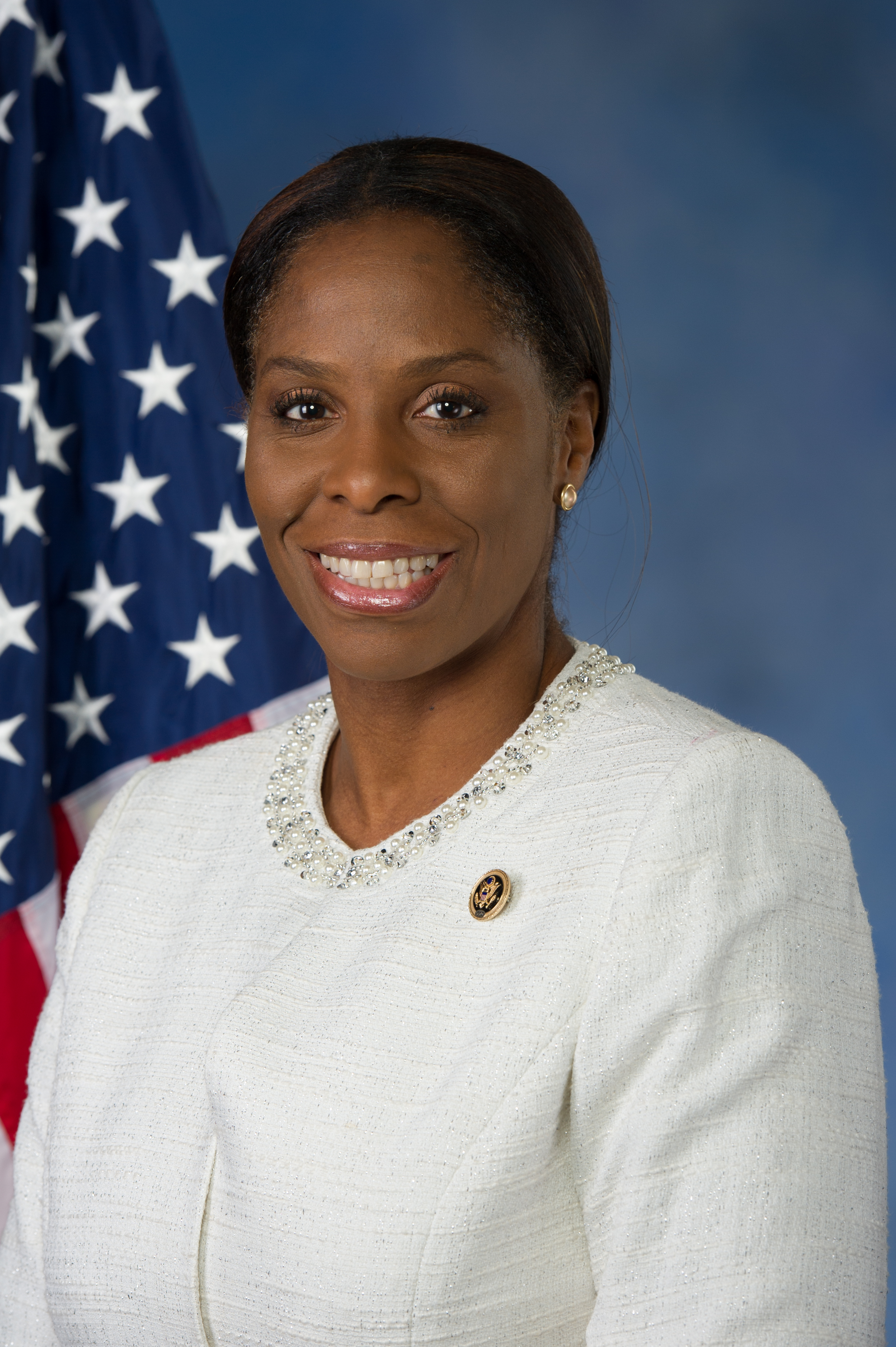
Stacey Plaskett, die derzeitige Delegierte von den Jungferninseln

Die Amerikanischen Jungferninseln (United States Virgin Islands) sind seit 1917 ein nichtinkorporiertes Territorium der Vereinigten Staaten. Die karibische  Inselgruppe wurde 1973 erstmals durch einen Delegierten im Repräsentantenhaus der Vereinigten Staaten vertreten; der eigentliche Wahlbezirk war bereits im Februar 1970 eingerichtet worden, ohne dass es aber sofort zur Wahl eines Delegierten kam. Kongressdelegierte haben lediglich in den Ausschüssen ein Stimmrecht, nicht aber im Repräsentantenhaus selbst.
| Name                              | Amtszeit                        | Partei                        |
| --------------------------------- | ------------------------------- | ----------------------------- |
| Ron de Lugo                       | 3. Januar 1973 – 3. Januar 1979 | Demokrat                      |
| Melvin Herbert Evans              | 3. Januar 1979 – 3. Januar 1981 | Republikaner                  |
| Ron de Lugo                       | 3. Januar 1981 – 3. Januar 1995 | Demokrat                      |
| Victor O. Frazer                  | 3. Januar 1995 – 3. Januar 1997 | Independent Citizens Movement |
| Donna Marie Christian-Christensen | 3. Januar 1997 – 3. Januar 2015 | Demokrat                      |
| Stacey Elizabeth Plaskett         | 3. Januar 2015 –                | Demokrat                      |